# Piràmide de Quefrè
La piràmide de Quefrè és la segona gran piràmide de la zona de Guiza. Fou construïda pel faraó Quefrè. A la mort de Quèops, el faraó de la gran piràmide, el seu fill i successor, Djedefre, va establir la necròpolis a Abu Rawash, a uns 8 km més al nord, però el seu germà Quefrè va retornar a Guiza. La seva piràmide segueix una línia diagonal perfecta amb la del seu pare, que és al nord-est de la de Quefrè. A primera vista la piràmide sembla més grossa que la de Quèops perquè és en un lloc més aixecat però tot i que el vèrtex conserva el recobriment calcari, és tres metres més petita (136 metres, per 139 la de Quèops).
A l'est de la piràmide hi ha el temple de la Vall amb un llac artificial connectat amb el temple funerari. Les capelles emprat per Snofru a Dashur eren temples petits amb Quèops però amb Quefrè va esdevenir una gran construcció que després fou tradicionalment incorporada a les piràmides. Al sud hi ha una petita piràmide subsidiària però no correspon a la reina. Segurament l'esfinx, al nord de la calçada del temple de la vall, tenia una part rellevant en el culte funerari del rei.

## El complex funerari

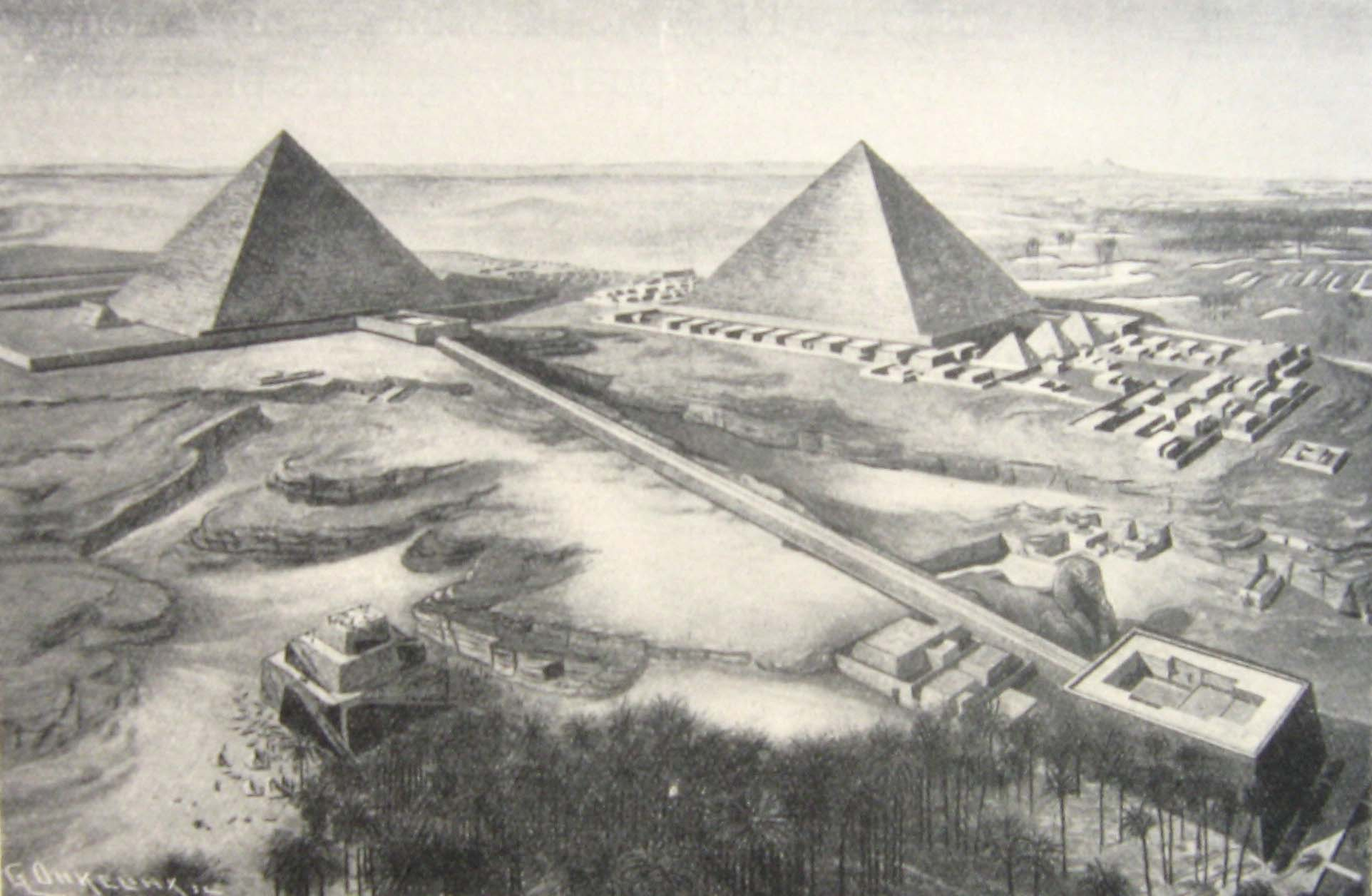
Reconstitució del complex de Quefrè
segons Uvo Hölscher

El complex funerari de Quefrè es troba en molt millor estat que el de Quèops i inclou un magnífic temple fet de granit rosa procedent d'Assuan. No és el mateix temple funerari del qual hom només ha trobat els fonaments, sinó d'aquell que es trobava al final de la calçada funerària que conduïa al monument. Anomenat « temple de la vall », com tots els que estan a prop del riu Nil, servia per acollir el sarcòfag del difunt després de travessar el riu.
Ambdós temples estaven connectats per un camí llarg, que feia 495 metres. Una petita piràmide satèl·lit, sens dubte destinada al Ka del sobirà se situava al sud de la piràmide principal. Els vestigis d'una ciutat de treballadors i d'una pedrera lligats a la construcció del complex són encara visibles a l'oest i al nord-oest del monument. L'esfinx podia haver format part del complex funerari.

Mapa de les piràmides de Guiza.

## La piràmide

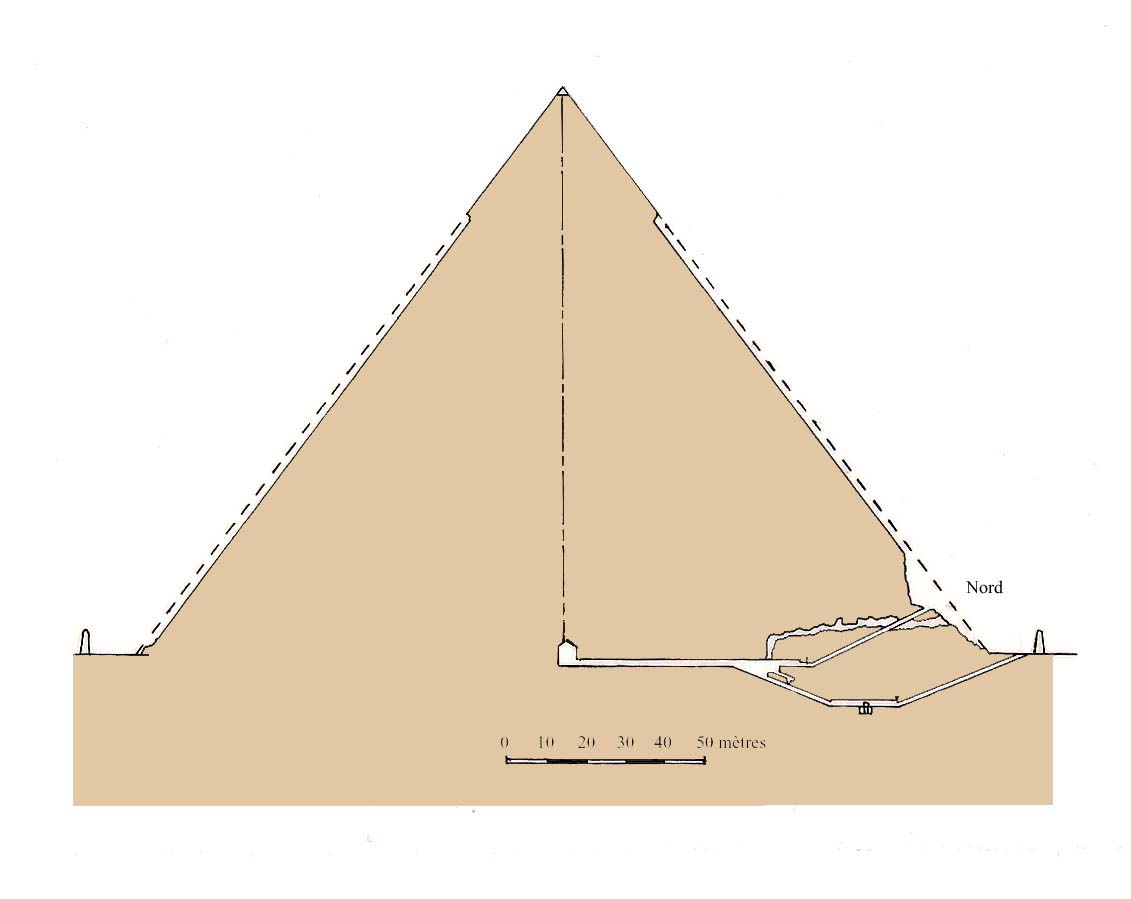
Secció de la piràmide de Quefrè

### La superestructura

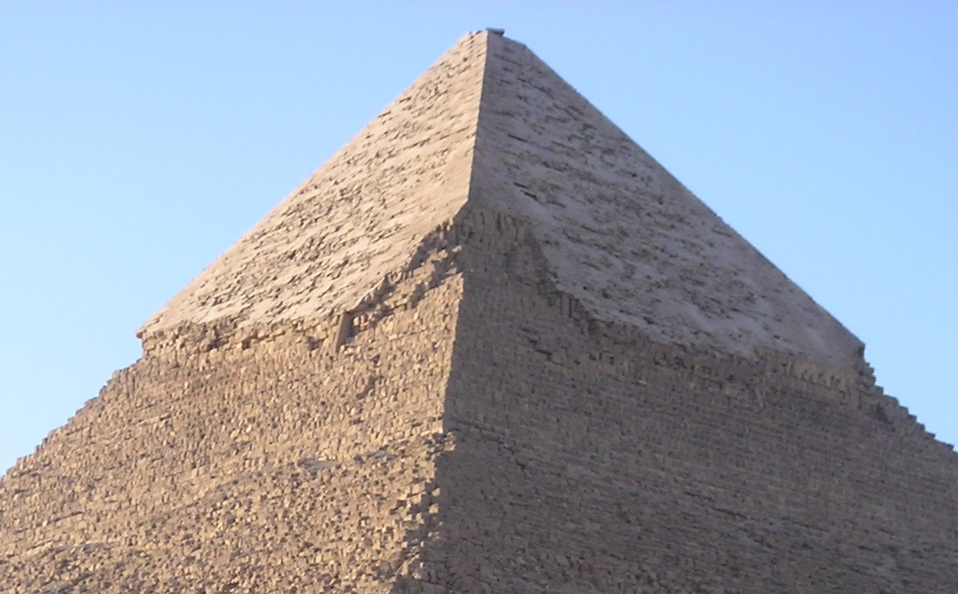
Revestiment de pedra calcària de la piràmide de Quefrè

La base de la piràmide és un quadrat de 215,16 metres de costat (o sigui 410 colzes) l'error màxim del qual, per obtenir un quadrat perfecte, és de més o menys vuit cm. El paral·lelisme és quasi perfecte a prop d'1'15" près Les cares estan orientades seguint els quatre punts cardinals, amb un error de solament 5'26" Una torsió de les cares a causa de la implementació redueix aquest error a 3'46" a la part superior de la plataforma. L'angle d'inclinació de les cares, de 53° 10′ o de 52°02', és molt proper al del valor teòric corresponent a un pendent de 4/3 Aquest pendent és del triangle egipci (triangle rectangle 3, 4, 5, pendent teòric de 53° 07′ 48″), mencionat en quatre seccions del Papir de Rhind (vegeu Matemàtiques a l'Antic Egipte). La piràmide s'elevava originalment fins a 143,87 metres. Fou recoberta d'un revestiment de fina pedra calcària procedent de Tura, del qual actualment només en resta els darrers quaranta-cinc metres.

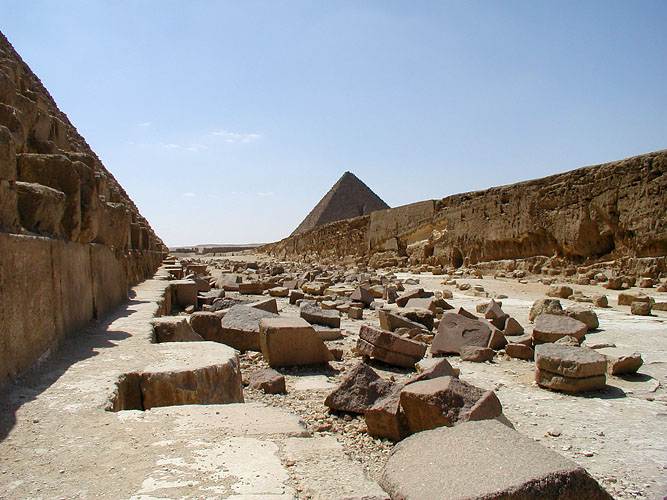
Restes dels blocs de revestiment de granit

Les primeres fileres de pedres estaven recobertes de blocs de granit rosa. El piramidó va desaparèixer i no hi ha cap indici que permeti concloure si fou de granit, de pedra calcària o d'alabastre.
La maçoneria del nucli és més basta que a la Piràmide de Quèops i no hi ha cap mena de morter (només els blocs del revestiment foren fixats amb morter líquid). La piràmide es recolza sobre un massís rocós natural, la roca del qual és visible al llarg de les cares nord, sud i est. Després de la construcció, s'hauria d'haver dut a terme un anivellament fins a una alçada que oscil·laria entre deu i vint colzes (al voltant de cinc i deu metres). El terra era irregular, i doncs va caldre ajustar-la, amb enormes blocs de pedra, abans de començar a construir. És una novetat: en els assentaments piramidals precedents, el monument s'adaptava perfectament a la forma del terra.

### Departaments funeraris
|  |  |

Dues entrades situades al nord de la piràmide, permeten l'accés als departaments funeraris, una sobre la cara del monument i l'altra al celobert. Una tercera entrada fou practicada pels lladres a uns 8,50 metres del nivell del terra, al centre de la cara nord. Una galeria s'enfonsa llavors a la piràmide, i, 
a través de múltiples desviaments, retorna a la galeria superior, en indret situat prop del passadís amb rastell; condueix directament a la cambra funerària. Aquesta galeria, que penetra al nucli descrit anteriorment, és un accés perillós a causa de la inestabilitat de la maçoneria en la qual fou cavada.

#### Els nivells superiors
L'entrada original de la cara nord estava situada (quan el revestiment estava encara intacte) a 12,90 mètres del nivell del terra i desplaçat de l'eix de la piràmide 12,45 metres vers l'est. Sembla que mai no va estar coberta per un sostre comparable al que cobreix l'entrada de la Piràmide de Quèops. Tot aquí recorda al que es pot trobar en la Piràmide roja a Dashur. El passadís fa 37 metres de llarg i està inclinat en un angle de 26°30'.Segons Petrie i correspon a un pendent de 1/2.Aquest passadís descendent tenia les parets completament recobertes de blocs de granit rosa. Para a un corredor horitzontal que comença per un passadís amb rastell, al qual hom hi troba una motllura tallada, que decora el sostre just després de la unió entre el corredor descendent i el passadís amb rastell. El rastell de granit fou descobert a principis del segle xix} per l'italià Belzoni, abaixat a vint cm del terra. El rastell mesura, segons l'italià, 1,83 metres d'alçada i 37 cm de gruix. Els constructors havien previst una llarga ranura a terra, a fi i efecte que el rastell s'hi acoblés i que fos impossible d'introduir-hi una palanca. L'italià va aconseguir aixecar-lo i introduir-se al corredor horitzontal. Aquest darrer està construït amb maçoneria en una rasa que fou cavada a cel obert amb una llargària d'onze metres, i de la qual la major part després va ser completament soterrada. Aquest corredor, d'1,78 metres d'alt, condueix directament a la cambra funerària.

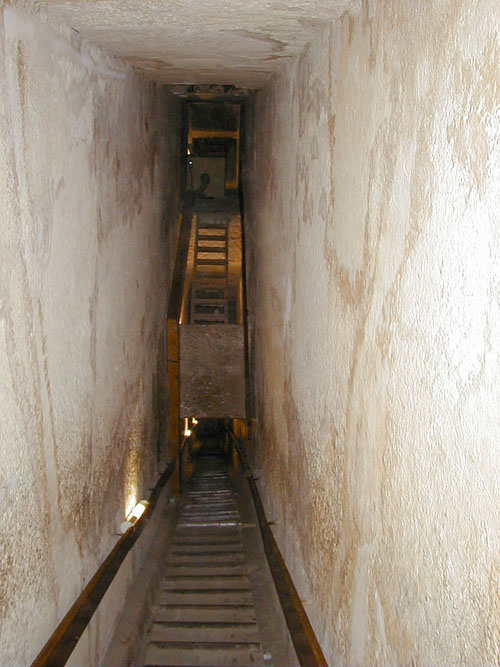
Embrancament vertical

Poc després de la part construïda amb maçoneria, es troba un embrancament vertical que permet d'utilitzar una rampa que condueix a la cambra inferior. Aquest indret ofereix particularitats arquitectòniques que van inspirar la teoria del periodista francès Jean-François Sers segons la qual el sostre de la part construïda amb maçoneria es troba amb estreta correlació amb el passadís perforat. Aquest sostre dissimularia, segons ell, un accés als departaments situats hipotèticament al reforç de maçoneria de la piràmide. Els arquitectes Vito Maragioglio i Celeste Rinaldi hi veuen més aviat un primer projecte avortat de rampa que conduïa a la rampa inferior. Segons ells, els arquitectes haurien avaluat malament les distàncies i haurien decidit cavar aquest corredor un mica més al sud (la rampa actual) amb la mateixa inclinació que el passadís perforat. Aquest últim fou omplert posteriorment pels egipcis amb blocs de maçoneria. Aquesta maçoneria fou retirada al segle xix.

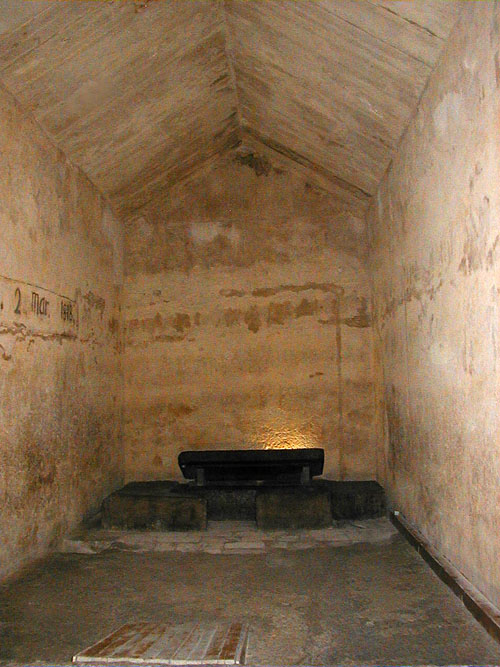
Cambra funerària

El corredor horitzontal desemboca a la gran cambra funerària excavada a la roca i coberta de disset parells de grans blocs de pedra calcària disposats en cabirons, i la protegien 143,50 metres de pedres situades al damunt. El terra de la cambra no és altre que la roca natural, mentre que la part oest fou recoberta de blocs de granit entre els quals s'inseria el sarcòfag monolític del mateix material. Aquest últim és molt semblant al sarcòfag de Quèops, però amb un millor acabat. Petrie, a la seva obra Pyramids and temples of Gizeh va assenyalar que la varició màxima del poliment era de només dos mil·límetres.
Una petita cavitat, curosament tallada a terra, al sud de la cambra, servia sens dubte d'emplaçament al cofre dels vasos canopis del qual Belzoni en feu la descripció, però que actualment ha desaparegut. Dins dels murs sud i nord es troben dues cavitats cuadrades tallades, a 33 cm i 43 cm respectivament. Es troben unides virtualment a terra per dues línies traçades amb tinta vermella. L'enginyer John Shae Perring les comparà amb canals anomenats de "ventilació" presents a la cambra de la reina i a la cambra del rei de la Piràmide de Quèops i les considerà una temptativa avortada d'excavació de canals d'aireació. És força improbable que els egipcis hagin intentat excavar canals tan estrets en la roca sense tenir la possibilitat de lliscar-hi i passar-hi Segons Ludwig Borchardt, aquestes osques serviren de suports a una biga que hauria servit a alguns manobres de blocs a la cambra funerària. Vito Maragioglio i Celeste Rinaldi ho posen en qüestió i hi veuen un suport de separació que divideix la cripta en una cambra funerària i un serdab. Finalment, Belzoni creu haver trobat ossos d'animals a dins del sarcòfag. La cambra funerària es troba lleugerament desplaçada amb relació a l'eix central de la piràmide. Petrie i Perring van situar aquest eix al sud de la cambra funerària i la major part dels autors reprenen aquesta constatació. Més recentment, Vito Maragioglio i Celeste Rinaldi ubiquen l'àpex a l'oest de la cambra funerària.

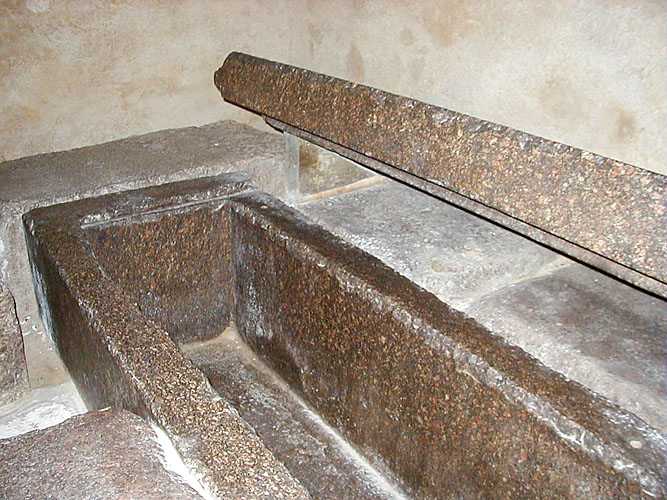
Sarcòfag de Quefrè
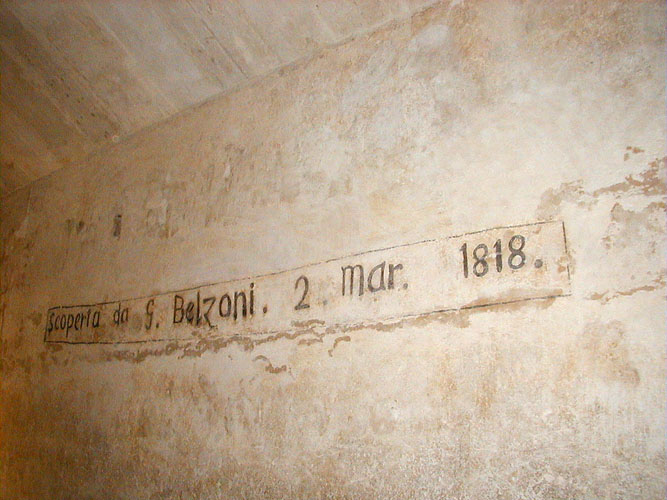
Inscripció de Belzoni a la cambra funerària
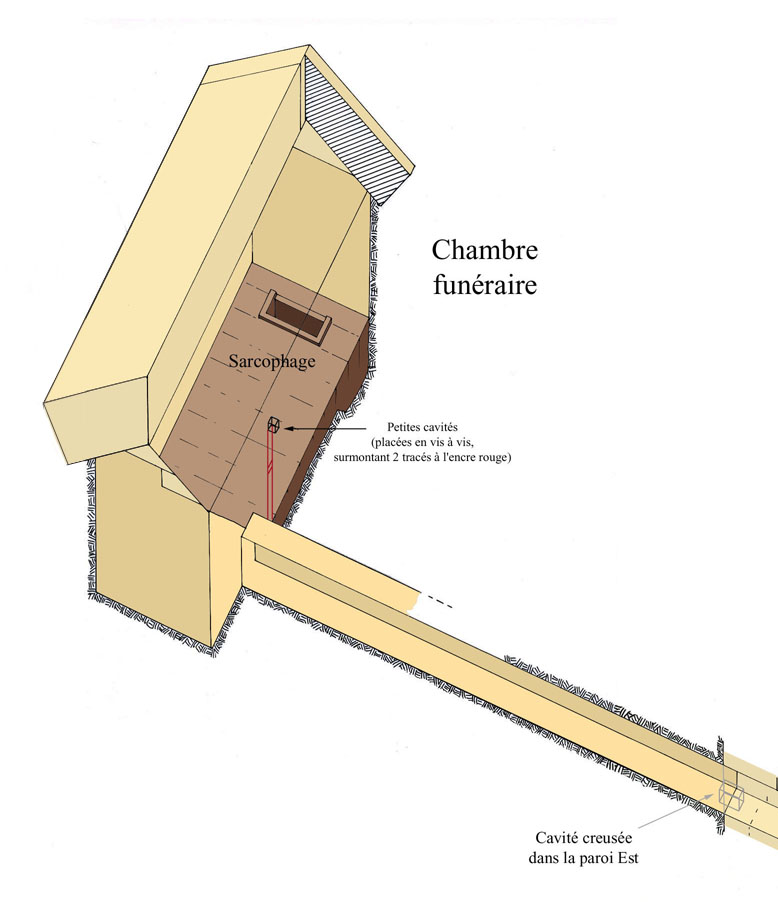
La cambra funrerària
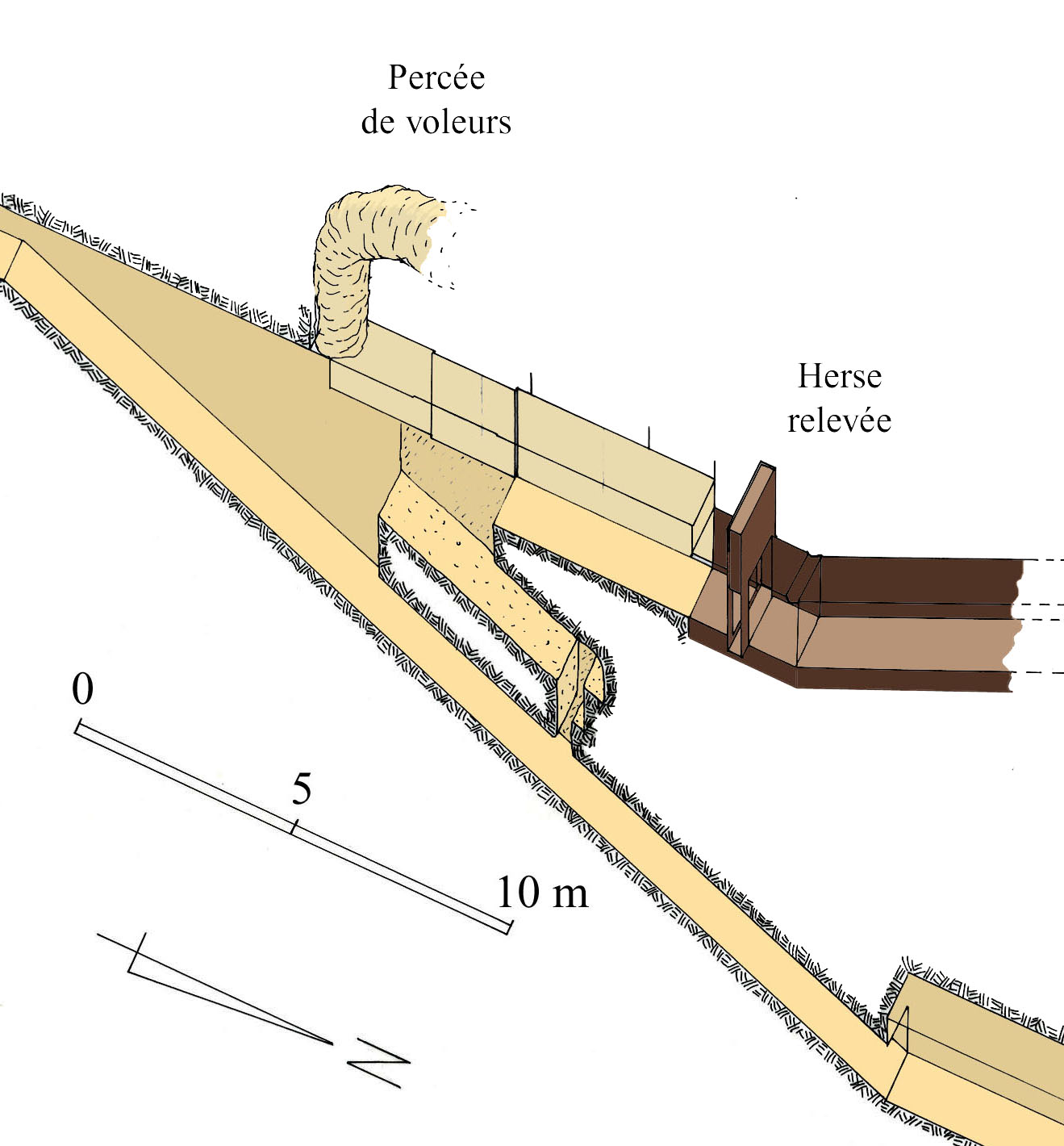
L'embrancament

#### El nivell inferior
Existeix igualment una altra entrada situada a la base de la cara nord de la piràmide, antigament dissimulada pel paviment del cel obert i alineada seguint la vertical amb la primera entrada. Desemboca en un passadís descendent que els egipcis havien omplert completament amb grans blocs de pedra calcària. A hores d'ara es troba lliure d'obstacles, i té una inclinació de 21°40'. Desemboca en un passadís horitzontal inicialment blocat per un rastell de granit semblant al del nivell superior. Amb una alçada d'1,82 metres, aquest corredor és més alt que la rampa. Hi ha un gran nínxol curosament tallat en el mur, davant del qual hi ha l'entrada a la cambra inferior, accessible per una curta rampa. Aquesta cambra, les dimensions de la qual no arriben per poc a les de la cambra funerària, és buida. Completament subterrània, té un sostre amb la forma d'una volta de cabirons. Les restes d'humitat indiquen que la cambra subterrània fou inundada en una època desconeguda fins a una alçada de trenta centímetres. La rampa que condueix a aquesta cambra fou separada del passadís horitzontal per una porta doble Aquests departaments subterranis estan units al nivell superior per la rampa que desemboca a l'embrancament.

### La recerca de cambres amagades
Una missió científica fora del comú fou menada, de manera molt confidencial, a la Piràmide de Quefrè de 1967 a 1968 pel Premi Nobel de Física Luis Walter Álvarez. Amb l'ajut de nombrosos tècnics no procedents del món de l'egiptologia, aquesta expedició fou batejada amb els noms de Giza Project 1968 i Join Pyramid Project atès que s'hi aplegaven experts nord-americans i egipcis. Molt costoses, les seves recerques consistien a detectar cambres amagades en la part de maçoneria reforçada de la piràmide amb la captació d'algunes partícules dels raigs còsmics, els muons quasi verticals. Aquests muons, en travessar la matèria, perden més o menys energia segons si l'espessor travessat és més o menys important. És suficient, doncs, fotografiar l'impacte d'un muó i quantificar-ne l'energia. Alvarez instal·là el seu imponent material a la cambra funerària. Aquestes recerques, llavors molt avantguardistes, es conclogueren amb un fracàs. El físic, amb aquest mètode, no va detectar cap mena de cambra. Els resultats i el procediment empleat foren criticats posteriorment. En efecte, Álvarez només va tenir en compte una densitat uniforme de la pedra, com la de la calcària, és a dir 1,8 g/cm² o bé ignorava en aquella època que l'estructura interna d'una piràmide podia comportar un granit de densitat superior, és a dir 2,7 g/cm². El físic mantingué tanmateix que, malgrat això, una estructura de granit hauria estat detectada pel seu mètode. Pensà igualment que la detecció de muons horizontals, en donar resultats més precisos, permetria de confirmar els seus resultats. La manca de dades i els coneixements insuficients sobra l'estructura de les piràmides invalidarien, per a alguns, els resultats mal interpretats pel físic. No obstant això, aquest expedició constituí tota una fita en la història de l'egiptologia i de l'arqueologia en general. Més recentment, l'any 2000, l'arquitecte Gilles Dormion va detectar diverses anomalies significatives amb mesures de micro-gravimetria i de geo-radar Una seria provocada, segons ell, per la presència d'una gran cavitat.

## La piràmide satèl·lit

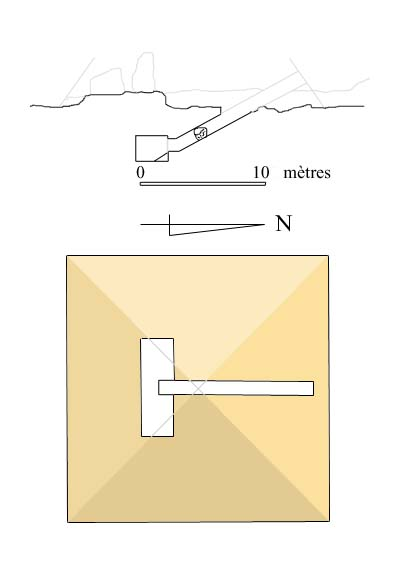
Planta i secció de la piràmide satèl·lit

La petita piràmide satèl·lit anomenada G2a, situada al sud de la piràmide de Quefrè , està totalment aplanada. Construïda amb pedra calcària, la inclinació de les seves cares devia ser d'uns 53°-54°. Aquestes infraestructures, erigides amb una secció molt simple en forma de T, consisteixen en una rampa tallada a la roca que va a parar a una petita cambra que no haver contingut cap sarcòfag. Els ossos d'animals, els segellaments i les peces de fusta van ser descoberts en aquest indret. L'egiptòleg Ahmed Iússef va reconstruir aquests fragments. Es tracta de fet d'un "reposador diví", una mena d'altar que al principi servia de suport a una estàtua. D'altra banda, un dels segellaments porta aquesta inscripció: «El reial fill gran del seu cos, l'estimat, l'únic amic». És força probable que aquesta piràmide fos destinada al Ka del sobirà. La majoria d'egiptòlegs s'inclinen per aquesta hipòtesi, especialment Rainer Stadelmann i Mark Lehner. No obstant això, Zahi Hawass, en considerar que les sepultures de dues esposes de Quefrè encara són desconegudes, l'atribueix a una d'elles.

## El temple funerari i el temple d'acollida
Des de l'adveniment de l'arquitectura amb pedra a la Piràmide esglaonada de Djoser, els egipcis no van cessar de perfeccionar les tècniques de construcció. Els blocs estan arranjats amb més precisió i llur talla, així com la qualitat d'execució no cessen d'augmentar. Aquí, la construcció megalítica ateny el paroxisme amb pedres tallades que pesen, en alguns casos, fins a 425 tones.

### El temple funerari

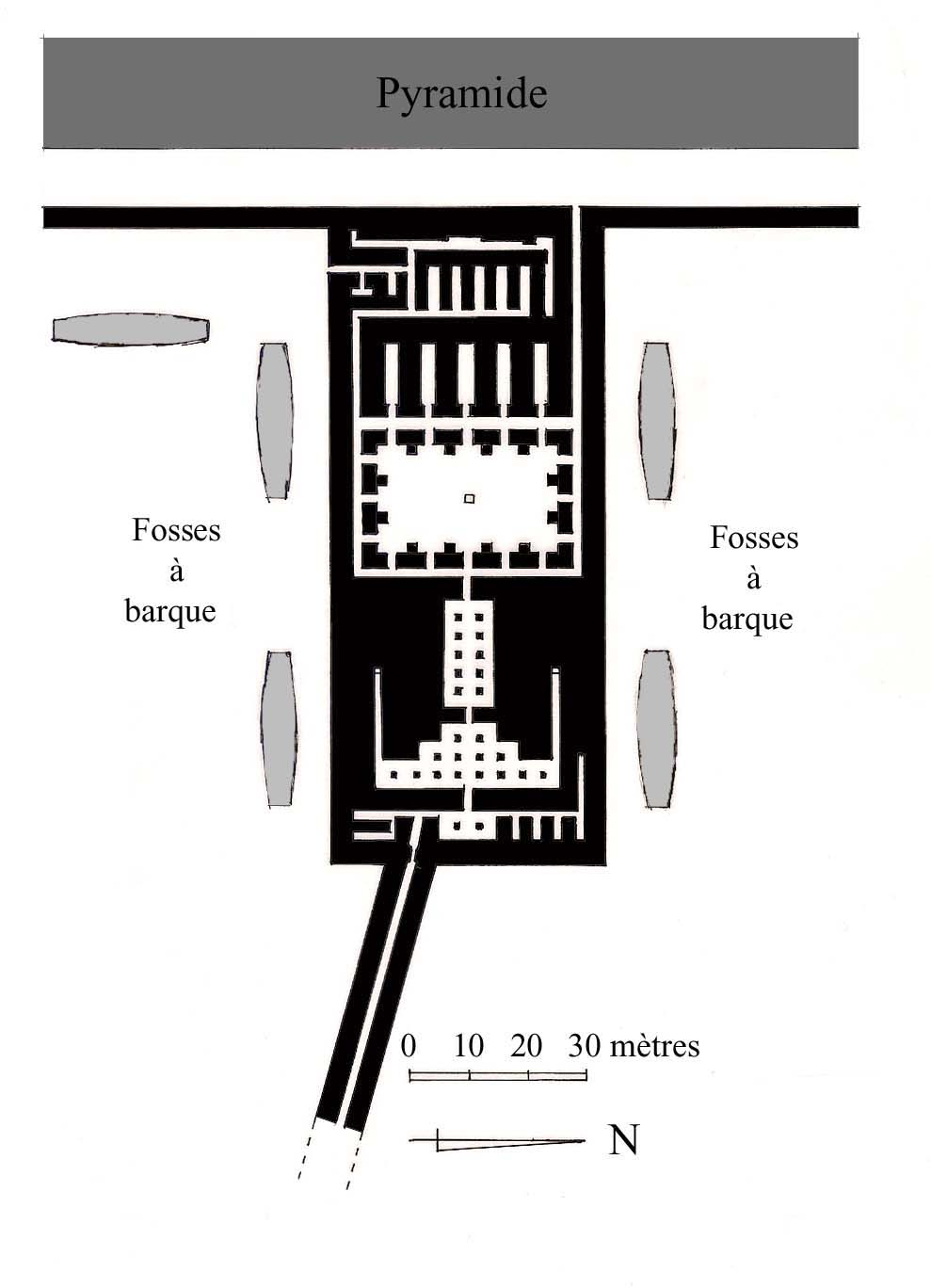
Planta del temple funerari

El monumental temple funerari (o temple alt) mesura 111 x 48 metres i està separat de la maçoneria reforçada de la piràmide. Per bé que està bastit seguint les mateixes tècniques que al temple d'acolliment, en l'actualitat només resten magres vestigis. Cinc fosses de barques, buides, voregen els murs exteriors del temple. Construïts amb pedra calcària, els murs interiors estaven completament recoberts amb granit rosa d'Assuan, així com els murs exteriors, però solament a les rengleres de més avall. El terra estava recobert d'alabastre. La calçada ascendent conduïa a un rebedor d'entrada que se separava en una cambra en U al sud i en una avantcambra a l'est. Els magatzems disposats com a dents d'una pinta eren accessibles pel mur nord de l'avantcambra. Aquesta última conduïa successivament a una primera sala hipòstila amb orientació est-oest i a una segona sala hipòstila amb orientació nord-sud, el pla general de la qual recorda netament la sala en forma de T del temple d'acollida. Els sostres es recolzaven en pilars monolítics de granit rosa. La sala hipòstila situada més a l'oest es comunicava, mitjançant un petit passadís, amb un gran celobert envoltat de pilars osiríacs. La descripció de la part pública s'atura aquí. L'accés als altres departaments només estava autoritzats als sacerdots encarregats del culte funerari. Aquests departaments, a més dels magatzems, comprenien el sant dels sants, i la cambra situada més a l'oest comprenia, en el mur occidental, un nínxol que contenia una estela de porta falsa.{Sfn|Edwards|1993|p=166}}

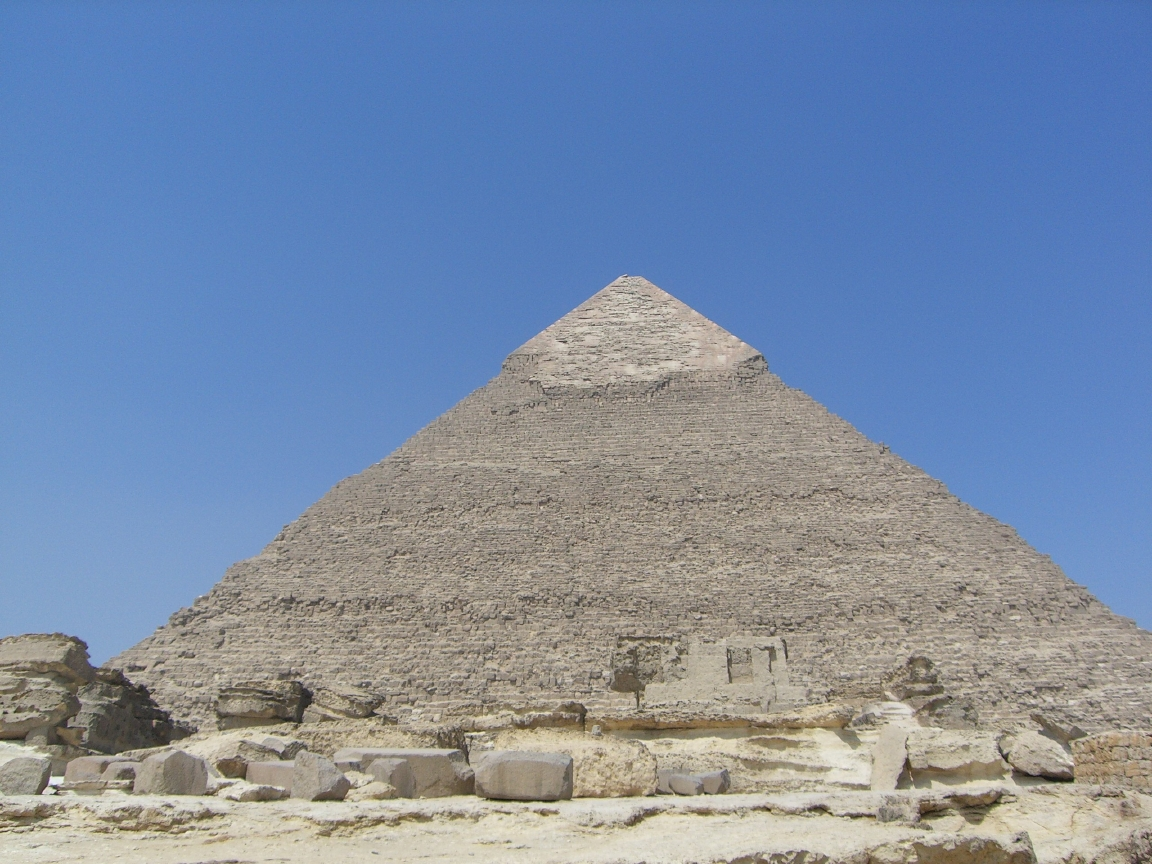
Ruïnes del temple funerari
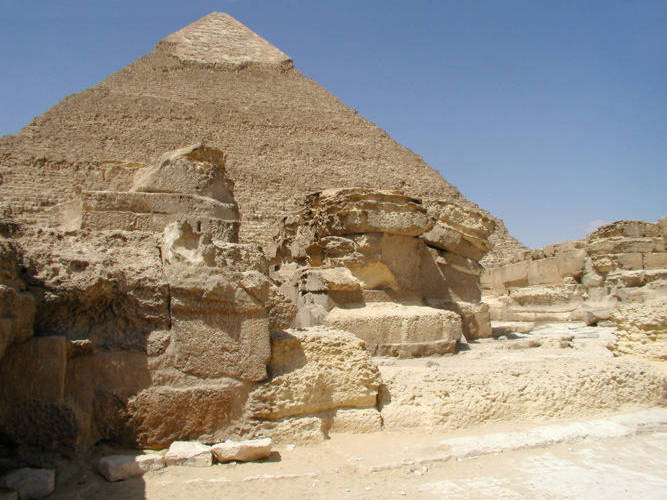
Ruïnes del temple funerari
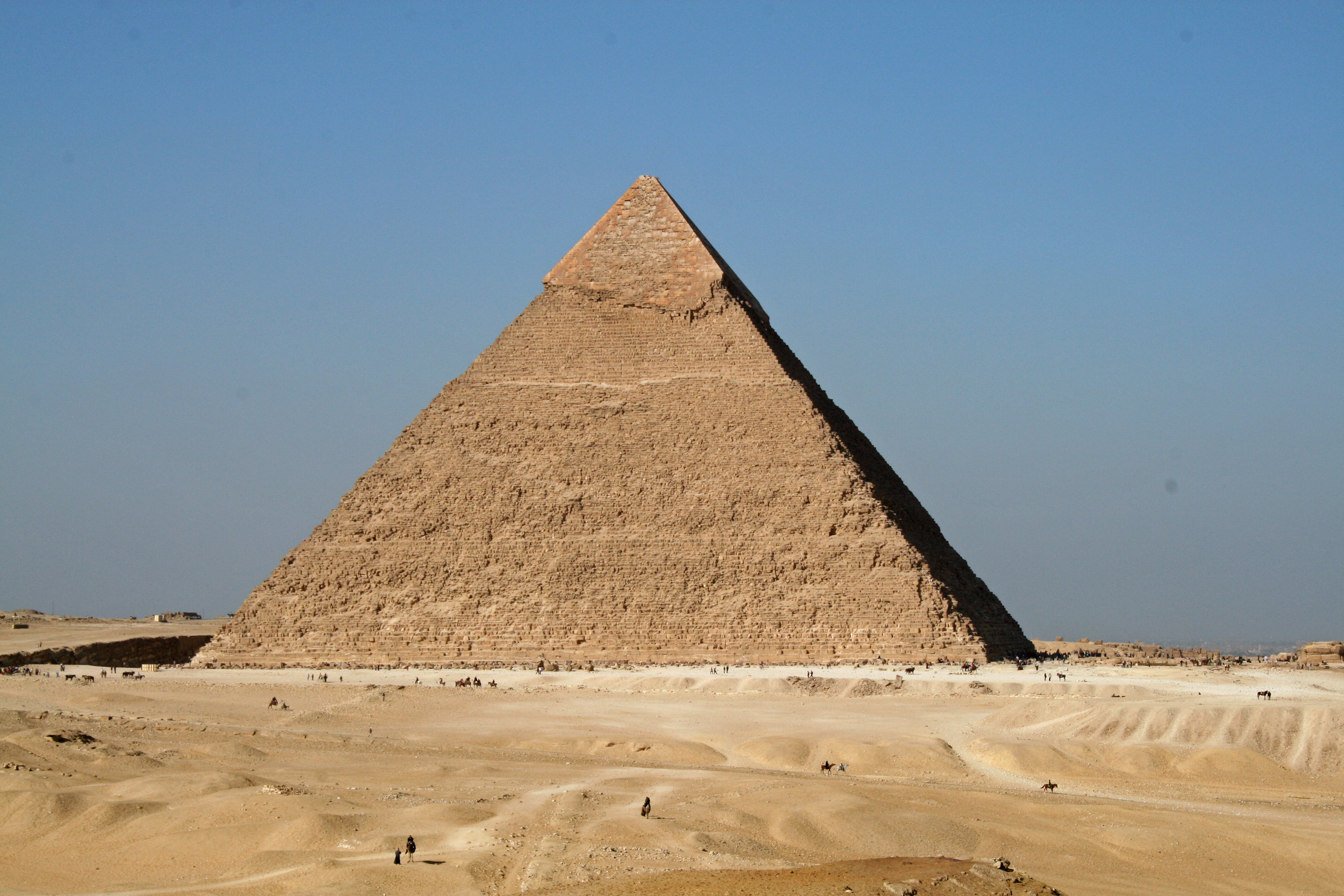
Ruïnes del temple funerari

### El temple d'acolliment

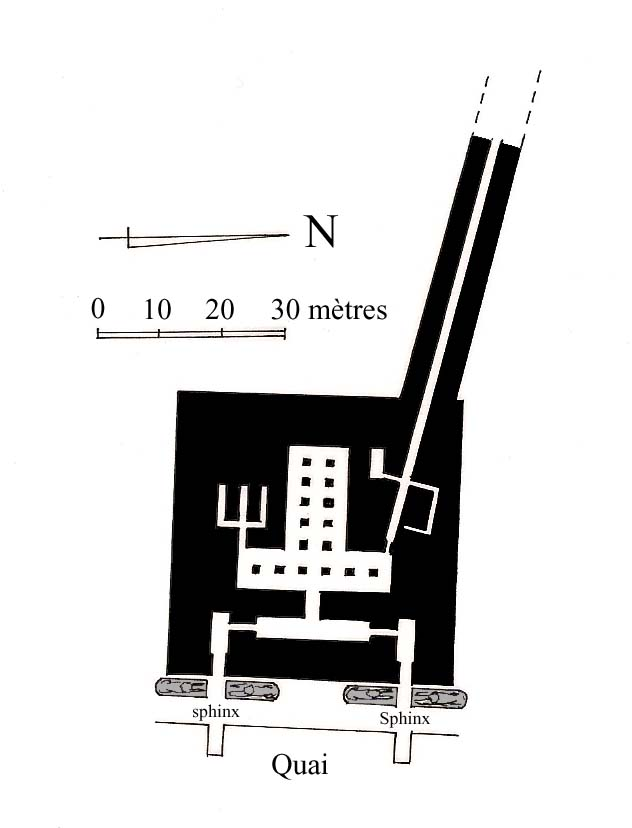
Planta del temple d'acolliment

El temple d'acollida (o temple de la vall, o també temple baix) del complex funerari de Quefrè , situat just al sud del temple de l'esfinx, és l'únic temple del Regne Antic d'Egipte que ha sobreviscut en tal condició. Té un pla quadrat amb costats de 44,10 metres.{Sfn|Edwards|1993|p=166}} Els murs exteriors de tretze metres d'alt,
presenten una disminució de l'espessor del mur a mesura que aquest ascendeix, com en tots els temples del Regne Antic d'Egipte La maçoneria de reforç, formada per pedra calcària, estava completament recoberta de granit rosa d'Assuan. La talla de les pedres fou executada aquí, més que en qualsevol altre temple, de manera irregular. Presenta la maçoneria com un trencaclosques gegantí.
La façana presentava dues portes, una al sud i l'altra al nord. Cada porta estava flanquejada per dues llargues esfinxs de vuit metres de llarg i dos metres d'ample. Aquestes entrades donen cadascuna a un vestíbul que fa 9,40 metres de llarg, que desemboquen a una avantcambra amb orientació nord-sud, de vint metres de llarg. Aquesta estava coberta de lloses de granit llargues, de cinc metres, i el terra estava pavimentat amb blocs d'alabastre. Auguste Mariette descobrí el 1860, en un pou excavat al sòl del vestíbul nord, la cèlebre estàtua de diorita de Quefrè , que representa el faraó protegit pel falcó Horus. Aquesta obra mestra de l'escultura egípcia es troba actualment exposada al museu del Caire. Darrere la porta central, en el mur oest de l'avantcambra, es troba una sala hipòstila habitualment anomenada « sala en forma de T », el sostre de la qual es recolza sobre setze pilars monolítics de granit de secció quadrada. Originalment, vint-i-tres estàtues d'alabastre, d'esquist i de diorita representant el rei assegut, estaven adossades contra les parets d'aquesta sala. Cada extrem de la paret oest de la sala en forma de T presenta una porta. La del sud dona accés a tres sales allargades, de dos pisos, i disposades en forma de dents de pinta. La del nord dona accés a la calçada ascendent, de 494,60 metres de llarg, que uneix el temple d'acollida al temple funerari.
La funció que s'atribueix al temple d'acollida no queda clara, però l'opinió general l'associa amb cerimònies lligades a la purificació i a l'embalsamament així com al ritu de l'obertura de la boca.

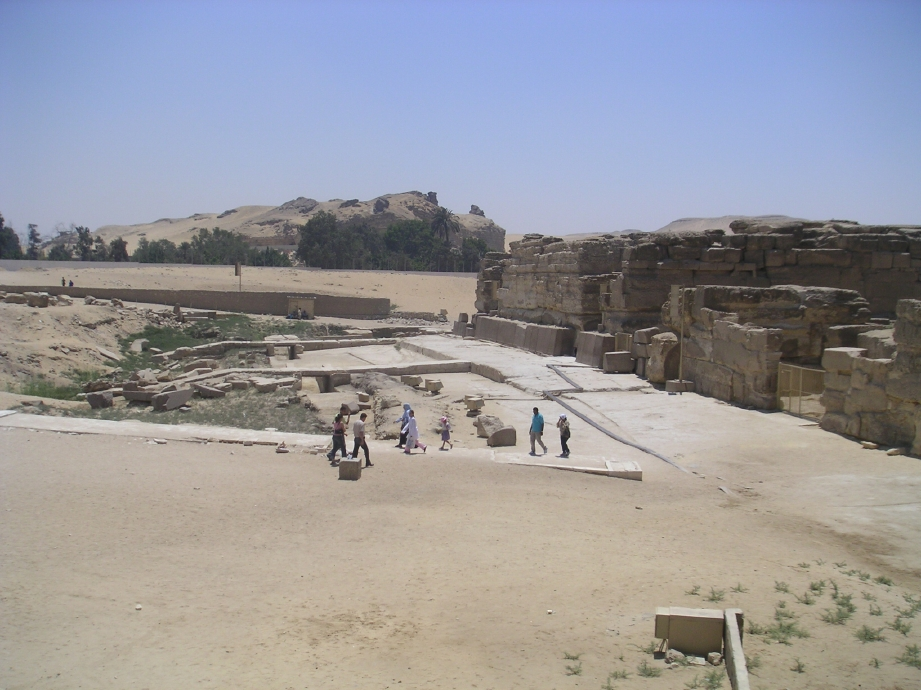
Vista del temple d'acolliment i dels molls
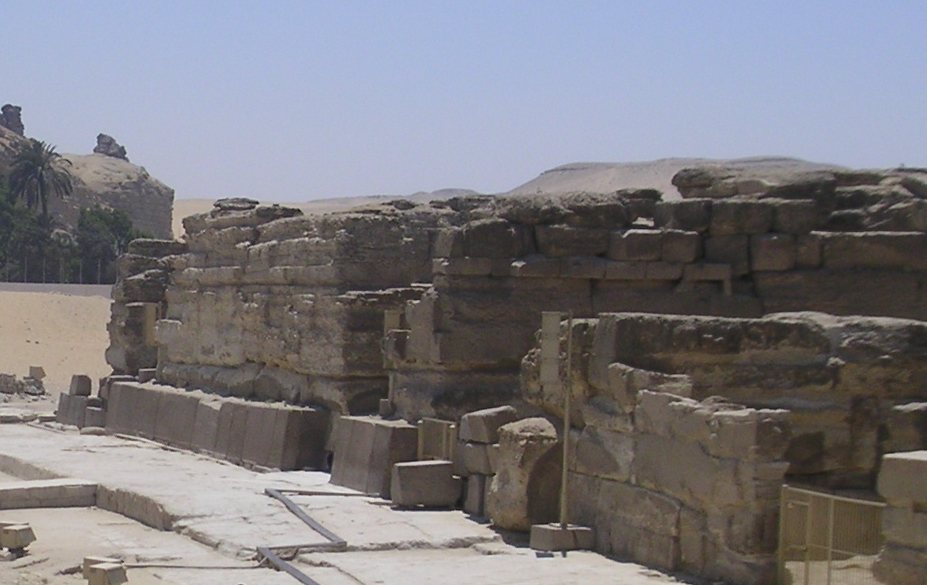
Vista de la façana del temple d'acolliment
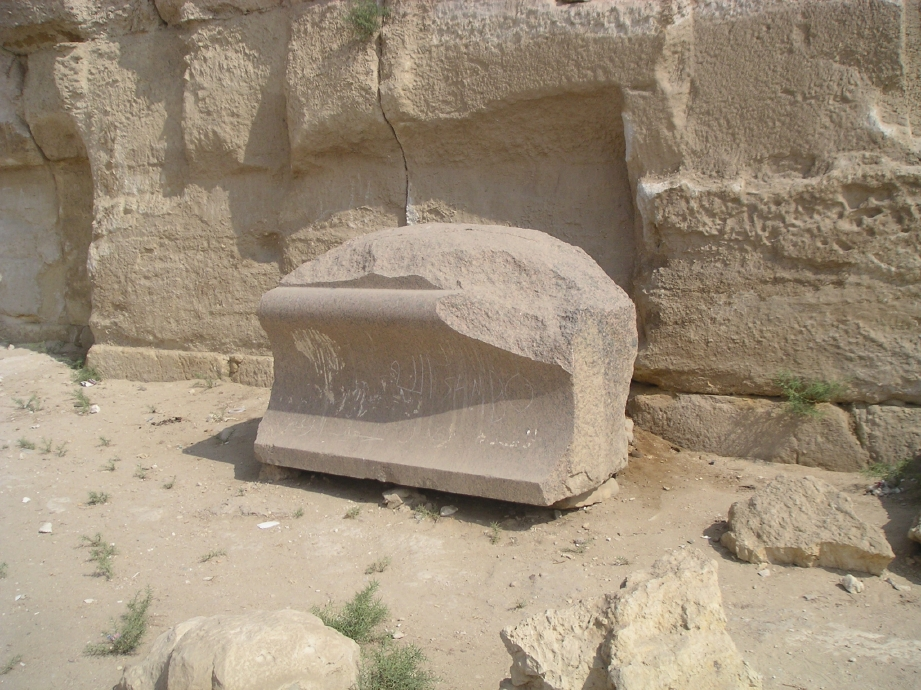
Tros de cornisa del temple d'acolliment
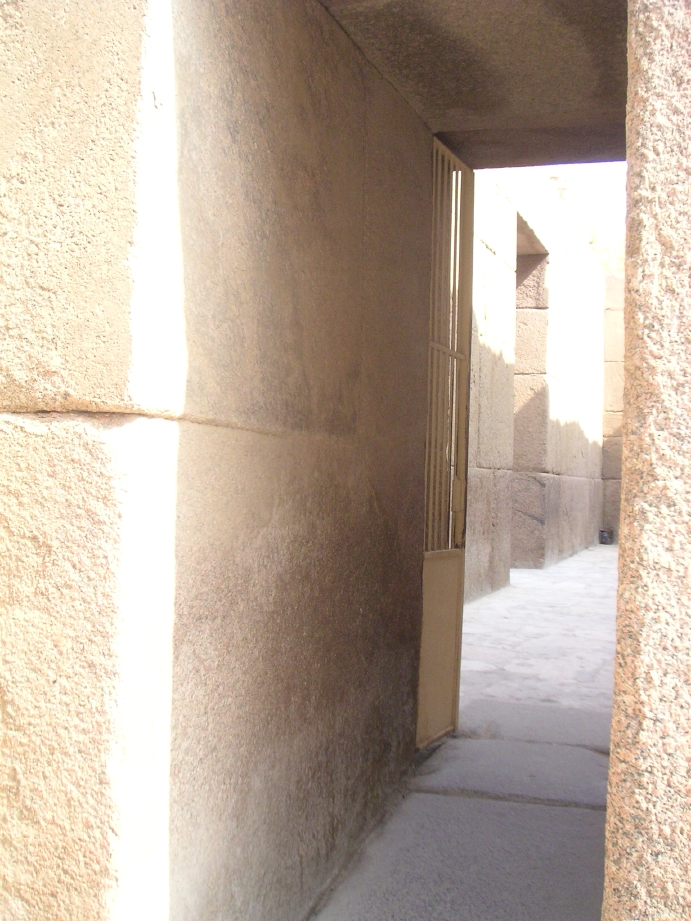
Entrada del temple d'acolliment
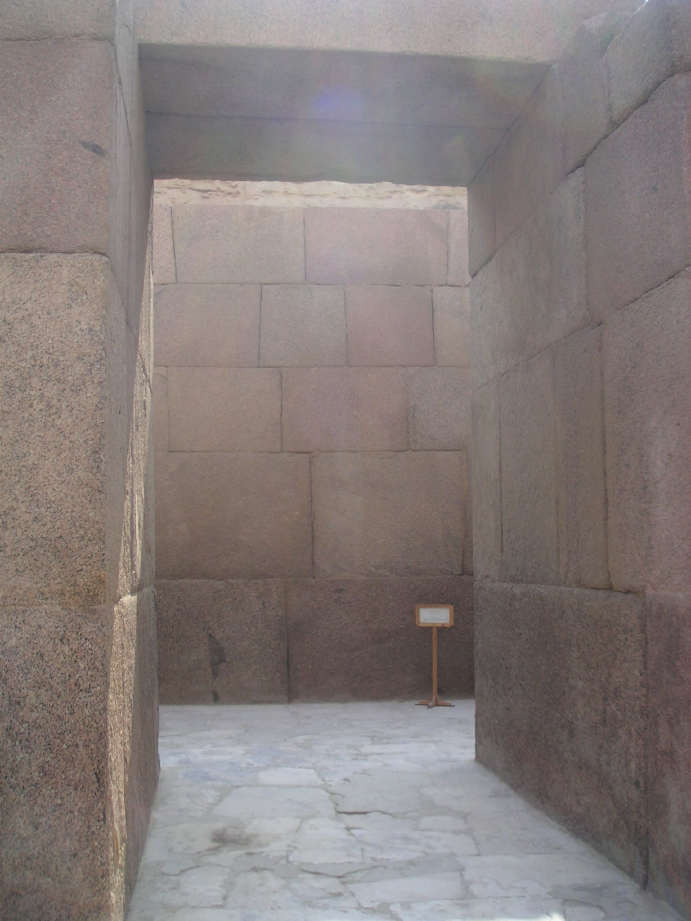
Passadís del temple d'acolliment
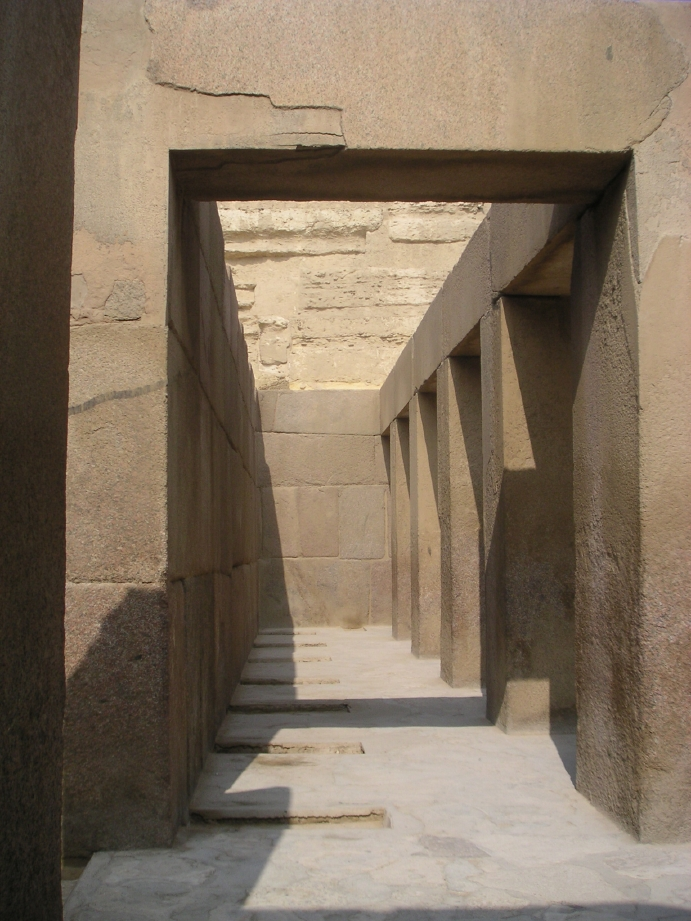
Sala en "T" del temple d'acolliment
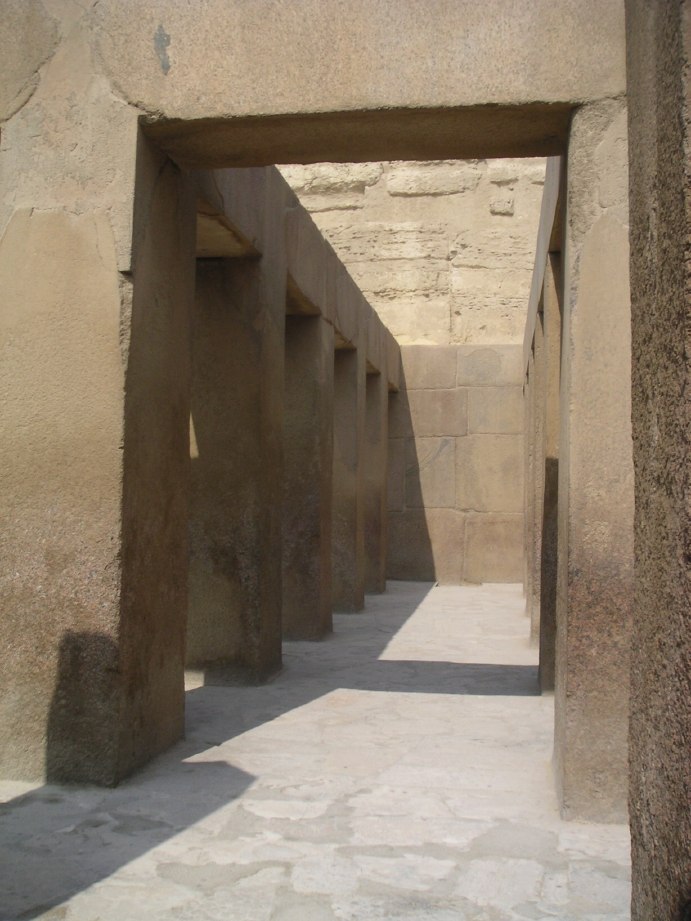
Pilars monolítics del temple d'acolliment
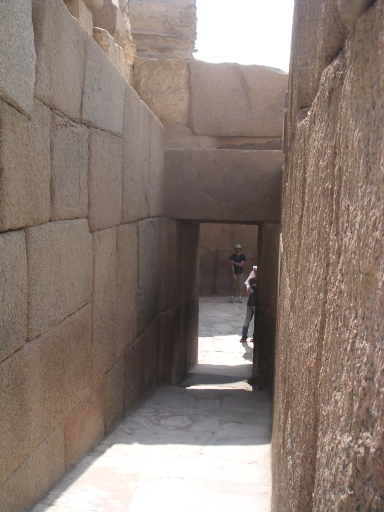
Accés a la calçada situada en el temple d'acolliment

## L'exploració de la piràmide fins alseglexix

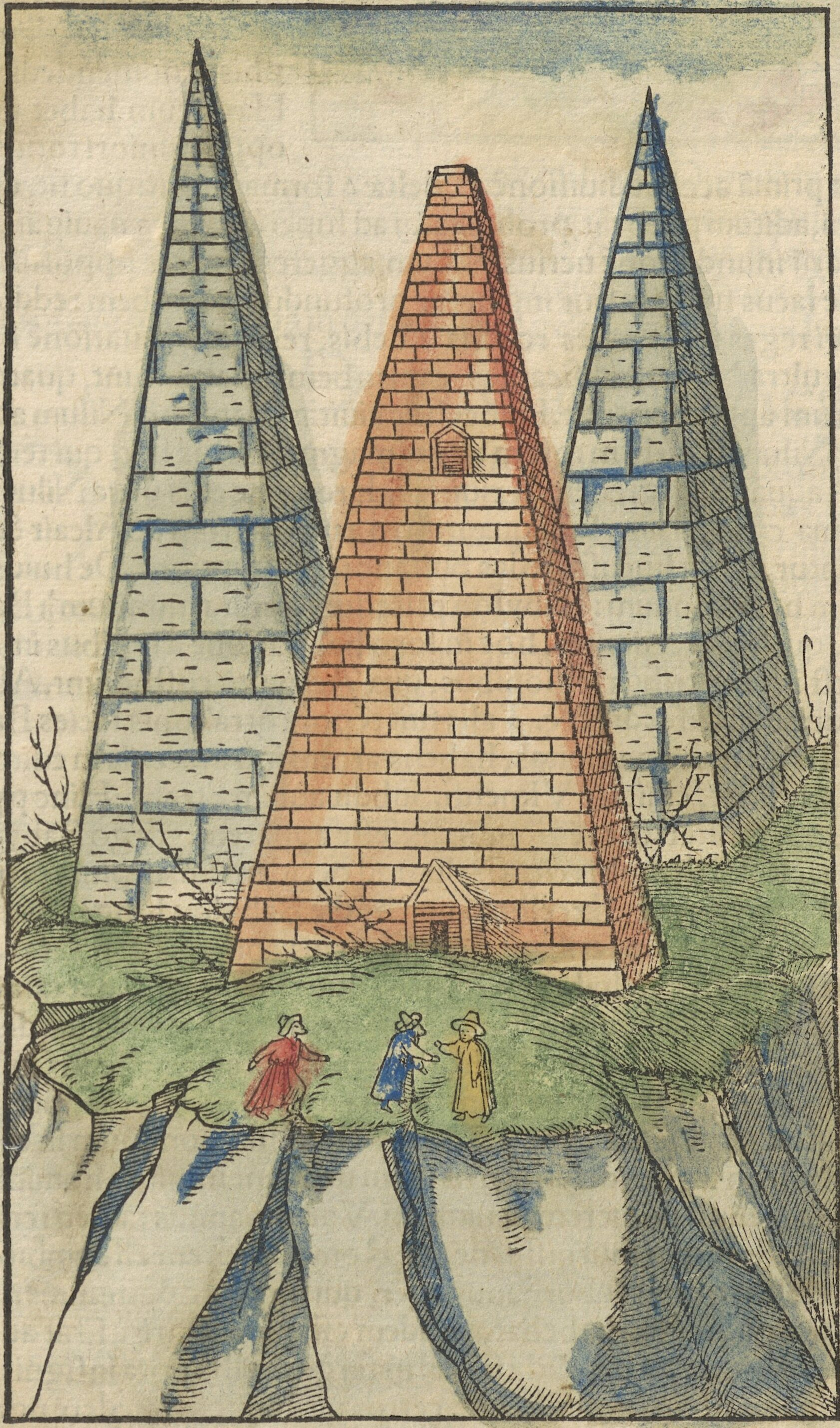
Les piràmides de Guiza (gravat de 1550)

La història de l'exploració de la piràmide de Quefrè es confon a grans trets, fins al segle xix, amb la de la Piràmide de Quèops. Cal doncs remuntar-se a l'època de l'historiador grec Heròdot per trobar-ne la primera descripció :
| « | A la mort de Kheops, el reialme passà al seu germà Khefren. Aquest últim prengué com a model en tots els sentits el seu predecessor i no deixà de construir una piràmide que, val a dir, no atenyé les dimensions de la de Kheops.[…] La base de l'edificació està constituïda per pedres d'Etiòpia vetejades de colors diversos. Tan ampla com la primera, aquesta piràmide té quaranta peus menys d'alçada. | » |

Cal esperar al segle segle xii i al llibre La història d'Egipte i de les seves meravelles de l'escriptor àraba Ibrahim Ibn Wàssif Xah segons el qual
| « | En la piràmide occidental (la piràmide de Khefren) s'arranjaren trenta magatzems de granit acolorit, plens de tota mena de riqueses i d'objectes diversos: estàtues de pedres precioses, magnífiques eines de ferro, armes inoxidables, vidre mal·leable, talismans extraordinaris, drogues simples et compostes, metzines mortals […] La piràmide occidental fou situada sota la vigilància d'una estàtua feta de mosaic de granit. Aquesta estàtua estava dempeus, i a la mà sostenia alguna cosa similar a una javelina, i portava un escurçó replegat sobre si mateix. Si algú s'apropava a l'estàtua, l'escurçó li saltava damunt, se li enrotllava el coll, el matava i retornava al seu lloc. | » |

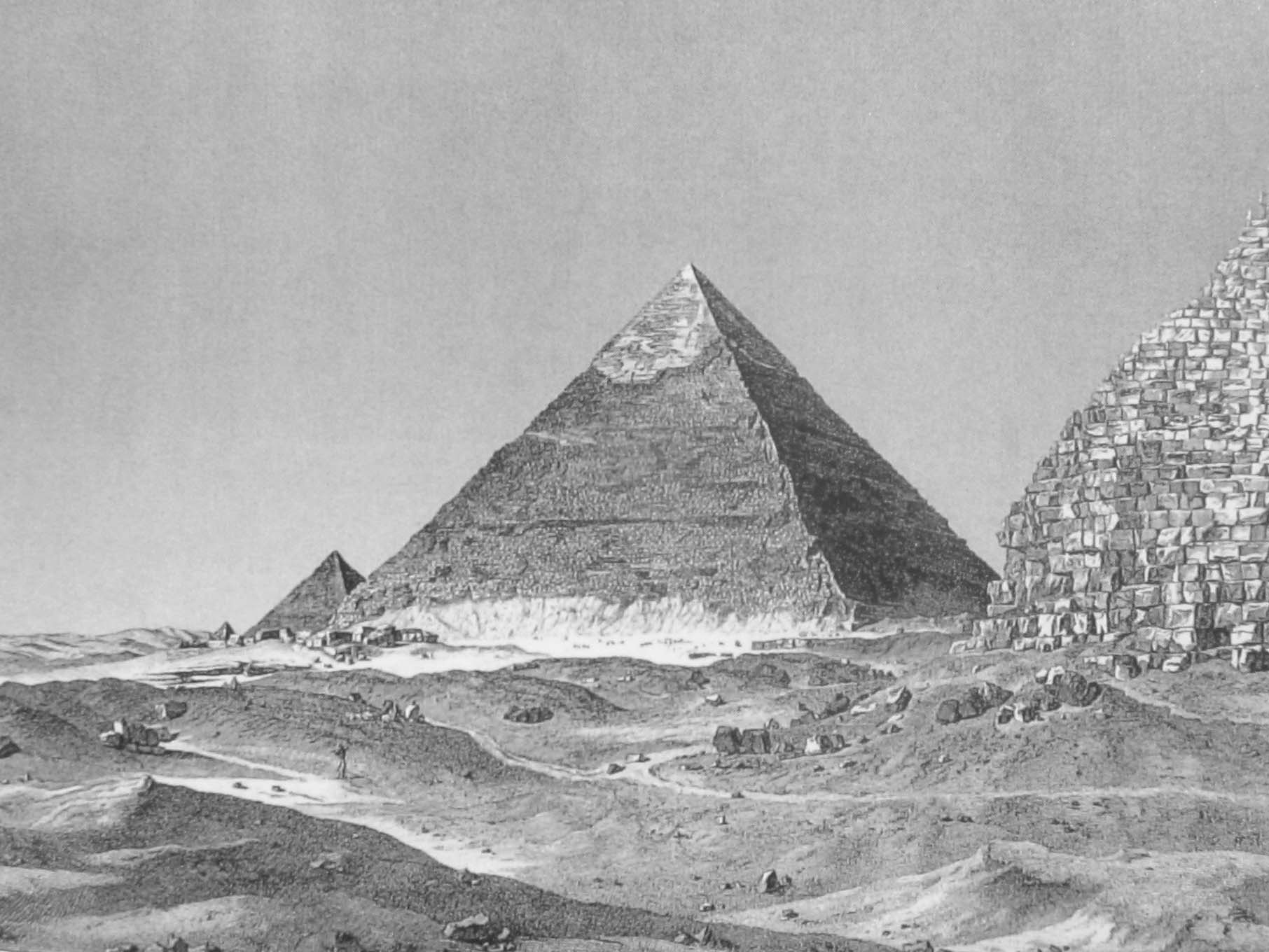
La piràmide de Quefrè vers 1800
Descripció d'Egipte

Reconeixem fàcilment en aquesta última part, tot i tractar-se d'una descripció força edulcorada, la gran Esfinx de Guiza. L'entrada, així com les infraestructures de la piràmide, no estan descrites en cap text. Segons John Greaves, autor de la Pyramidographia, la piràmide no posseeix cap mena d'entrada. Benoît de Maillet, cònsol de França a Egipte des del 1692 i cèlebre per les descripcions detallades que feu de les piràmides, declara que la piràmide de Quefrè es mantingué inviolada.
No fou fins al 2 de març del 1818 que l'italià Giovanni Battista Belzoni aconseguí descobrir l'entrada de la cara nord de la piràmide i introduir-se fins a la cambra funerària. Va descobrir el sarcòfag buit inclosa la tapa trencada que era a terra. S'adonà que hi havia una inscripció àrab sobre el mur oest de la cambra que testimoniava l'obertura de la piràmide per part del mestre picapedrer, amb l'ajut del mestre Otman, en presència del sultà Ali-Mahomet. Conclogué amb raó que la piràmide fou violada des de l'hègira. Al seu torn, Belzoni també va fer una inscripció a la paret fent constar la data en què hi havia entrat ell. John Shae Perring explorà més endavant l'estructura en 1839. En 1854, Auguste Mariette aclarí el temple d'acolliment, que assimilà, erròniament, al temple de l'esfinx. Igualment descobrí la famosa estàtua que representa Quefrè assegut. Durant la segona meitat del segle xix, Petrie elaborà unes seccions més precises del conjunt del jaciment de Guiza.
Aquests descobriments, així com el pol d'atracció que representa la Piràmide de Kheops tingueren com a conseqüència l'anihilació de l'interès adreçat a aquest monument. Un sol estudi aprofundit del complex funerari serà efectuat, a principi del segle xx, per Uvo Hölscher sota la direcció de Steindorff.